# Kazımcan Karataş
Kazımcan Karataş (Smirne, 16 gennaio 2003) è un calciatore turco, difensore dell'Orenburg, in prestito dal Galatasaray, e della nazionale Under-21 turca.

## Carriera

### Club
Cresciuto nel settore giovanile dell'Altay, debutta in prima squadra il 18 gennaio 2020, in occasione dell'incontro di TFF 1. Lig perso per 1-0 sul contro l'Ümraniyespor. Realizza la sua prima rete con la squadra e contestualmente in campionato il 6 febbraio 2021, nell'incontro vinto per 0-5 contro l'Eskişehirspor. Al termine della stagione 2020-2021, contribuisce alla promozione della squadra in massima divisione. Il 6 novembre successivo ha esordito in Süper Lig, disputando l'incontro perso per 1-0 contro l'Antalyaspor. In due anni totalizza 32 presenze e una rete.
Il 1º luglio 2022 viene acquistato dal Galatasaray.
Nel 2024 passa in prestito all'Orenburg, club della prima divisione russa.

### Nazionale
Ha giocato nelle nazionali giovanili turche Under-17, Under-19 ed Under-21.

## Statistiche

### Presenze e reti nei club
Statistiche aggiornate al 3 gennaio 2024.
| Stagione           | Squadra            | Campionato         | Campionato | Campionato | Coppe nazionali | Coppe nazionali | Coppe nazionali | Coppe continentali | Coppe continentali | Coppe continentali | Altre coppe | Altre coppe | Altre coppe | Totale | Totale |
| Stagione           | Squadra            | Comp               | Pres       | Reti       | Comp            | Pres            | Reti            | Comp               | Pres               | Reti               | Comp        | Pres        | Reti        | Pres   | Reti   |
| ------------------ | ------------------ | ------------------ | ---------- | ---------- | --------------- | --------------- | --------------- | ------------------ | ------------------ | ------------------ | ----------- | ----------- | ----------- | ------ | ------ |
| 2019-2020          | Altay              | 1L                 | 1          | 0          | CT              | -               | -               |                    | -                  | -                  |             | -           | -           | 1      | 0      |
| 2020-2021          | Altay              | 1L                 | 6          | 1          | CT              | 0               | 0               |                    | -                  | -                  |             | -           | -           | 6      | 1      |
| 2021-2022          | Altay              | SL                 | 23         | 0          | CT              | 2               | 0               |                    | -                  | -                  |             | -           | -           | 25     | 0      |
| Totale Altay       | Totale Altay       | Totale Altay       | 30         | 1          |                 | 2               | 0               |                    | -                  | -                  |             | -           | -           | 32     | 1      |
| 2022-2023          | Galatasaray        | SL                 | 11         | 0          | CT              | 1               | 0               |                    | -                  | -                  |             | -           | -           | 12     | 0      |
| 2023-2024          | Galatasaray        | SL                 | 6          | 0          | CT              | 0               | 0               | UCL+UEL            | 2 +0               | 0+0                | ST          | -           | -           | 12     | 0      |
| Totale Galatasaray | Totale Galatasaray | Totale Galatasaray | 17         | 0          |                 | 1               | 0               |                    | 2                  | 0                  |             | -           | -           | 24     | 0      |
| Totale carriera    | Totale carriera    | Totale carriera    | 47         | 1          |                 | 3               | 0               |                    | 2                  | 0                  |             | -           | -           | 52     | 1      |

## Palmarès
- Campionato turco: 1

Galatasaray: 2022-2023
- Supercoppa di Turchia: 1

Galatasaray: 2023